# Primera División 1960/61
Die Primera División 1960/61 war die 30. Spielzeit der höchsten spanischen Fußballliga. Sie startete am 11. September 1960 und endete am 30. April 1961.

## Vor der Saison
- Als Titelverteidiger ging der achtfache Meister CF Barcelona ins Rennen. Der letztjährige Vizemeister Real Madrid wurde Meister.
- Aufgestiegen aus der Segunda División waren Real Santander und RCD Mallorca.

## Vereine
| Verein            | Stadt             | Stadion                       |
| ----------------- | ----------------- | ----------------------------- |
| CF Barcelona      | Barcelona         | Camp Nou                      |
| Español Barcelona | Barcelona         | Estadi Sarrià                 |
| Atlético Bilbao   | Bilbao            | Estadio San Mamés             |
| FC Elche          | Elche             | Camp de Altabix               |
| FC Granada        | Granada           | Estadio des Los Cármenes      |
| Real Madrid       | Madrid            | Estadio Santiago Bernabéu     |
| Atlético Madrid   | Madrid            | Estadio Metropolitano         |
| RCD Mallorca      | Palma de Mallorca | Estadio Lluis Sitjar          |
| Real Oviedo       | Oviedo            | Estadio Carlos Tartiere       |
| Real Santander    | Santander         | Campos El Sardinero           |
| Real Saragossa    | Saragossa         | La Romareda                   |
| Real Sociedad     | San Sebastián     | Estadio de Atotxa             |
| Betis Sevilla     | Sevilla           | Estadio Benito Villamarín     |
| FC Sevilla        | Sevilla           | Estadio Ramón Sánchez Pizjuán |
| FC Valencia       | Valencia          | Estadio Mestalla              |
| Real Valladolid   | Valladolid        | Estadio José Zorrilla         |

## Abschlusstabelle
| Pl. | Verein              | Sp. | S  | U  | N  | Tore    | Diff. | Punkte |
| --- | ------------------- | --- | -- | -- | -- | ------- | ----- | ------ |
| 1.  | Real Madrid         | 30  | 24 | 4  | 2  | 089:250 | +64   | 52:80  |
| 2.  | Atlético Madrid (P) | 30  | 17 | 6  | 7  | 057:350 | +22   | 40:20  |
| 3.  | Real Saragossa      | 30  | 12 | 9  | 9  | 054:530 | +1    | 33:27  |
| 4.  | CF Barcelona (M)    | 30  | 13 | 6  | 11 | 062:470 | +15   | 32:28  |
| 5.  | FC Valencia         | 30  | 11 | 10 | 9  | 046:420 | +4    | 32:28  |
| 6.  | Betis Sevilla       | 30  | 11 | 8  | 11 | 042:440 | −2    | 30:30  |
| 7.  | Atlético Bilbao     | 30  | 12 | 6  | 12 | 042:420 | ±0    | 30:30  |
| 8.  | Real Sociedad       | 30  | 10 | 10 | 10 | 037:460 | −9    | 30:30  |
| 9.  | RCD Mallorca (N)    | 30  | 12 | 4  | 14 | 038:410 | −3    | 28:32  |
| 10. | Español Barcelona   | 30  | 12 | 3  | 15 | 046:460 | ±0    | 27:33  |
| 11. | FC Sevilla          | 30  | 9  | 9  | 12 | 042:460 | −4    | 27:33  |
| 12. | Real Santander (N)  | 30  | 11 | 4  | 15 | 042:470 | −5    | 26:34  |
| 13. | Real Oviedo         | 30  | 10 | 6  | 14 | 039:540 | −15   | 26:34  |
| 14. | FC Elche            | 30  | 9  | 7  | 14 | 048:750 | −27   | 25:35  |
| 15. | Real Valladolid     | 30  | 11 | 3  | 16 | 039:520 | −13   | 25:35  |
| 16. | FC Granada          | 30  | 5  | 7  | 18 | 032:610 | −29   | 17:43  |

Platzierungskriterien: 1. Punkte – 2. Direkter Vergleich (Punkte, Tordifferenz, geschossene Tore) – 3. Tordifferenz – 4. geschossene Tore

| (M) | amtierender Meister              |
| (P) | amtierender Pokalsieger          |
| (N) | Neuaufsteiger der letzten Saison |

## Kreuztabelle
| 1960/61           | Real Madrid |     | Real Saragossa | CF Barcelona | FC Valencia | Betis Sevilla | Atlético Bilbao | Real Sociedad | RCD Mallorca | Español Barcelona |     | Real Santander | Real Oviedo | FC Elche | Real Valladolid | FC Granada |
| ----------------- | ----------- | --- | -------------- | ------------ | ----------- | ------------- | --------------- | ------------- | ------------ | ----------------- | --- | -------------- | ----------- | -------- | --------------- | ---------- |
| Real Madrid       |             | 3:1 | 5:1            | 3:2          | 2:0         | 4:0           | 3:1             | 3:1           | 3:0          | 2:0               | 1:1 | 4:0            | 7:0         | 8:0      | 2:1             | 5:0        |
| Atlético Madrid   | 1:0         |     | 4:0            | 2:0          | 2:2         | 2:2           | 3:1             | 3:2           | 2:1          | 1:1               | 2:0 | 3:2            | 2:0         | 5:0      | 4:2             | 4:0        |
| Real Saragossa    | 2:3         | 4:1 |                | 1:1          | 1:1         | 2:1           | 0:0             | 1:1           | 2:0          | 1:1               | 2:1 | 5:3            | 4:1         | 1:1      | 5:1             | 4:1        |
| CF Barcelona      | 3:5         | 2:0 | 0:1            |              | 1:1         | 2:1           | 2:2             | 6:2           | 4:2          | 4:1               | 2:2 | 2:0            | 3:5         | 3:3      | 2:0             | 8:2        |
| FC Valencia       | 0:1         | 1:2 | 3:0            | 0:2          |             | 4:1           | 1:0             | 0:0           | 2:1          | 3:0               | 6:0 | 3:1            | 3:1         | 0:0      | 1:0             | 3:1        |
| Betis Sevilla     | 0:5         | 1:0 | 1:1            | 1:3          | 0:0         |               | 1:3             | 5:1           | 2:0          | 3:1               | 0:0 | 0:0            | 2:0         | 7:1      | 3:1             | 2:1        |
| Atlético Bilbao   | 0:2         | 2:0 | 1:0            | 0:2          | 4:1         | 0:0           |                 | 2:2           | 1:2          | 2:3               | 0:2 | 3:1            | 3:1         | 4:2      | 4:1             | 3:0        |
| Real Sociedad     | 0:4         | 1:0 | 2:2            | 3:2          | 1:1         | 0:1           | 0:0             |               | 3:1          | 2:1               | 3:1 | 3:1            | 2:0         | 3:2      | 0:0             | 1:0        |
| RCD Mallorca      | 1:1         | 0:1 | 4:0            | 3:1          | 4:0         | 1:0           | 0:0             | 0:0           |              | 3:0               | 2:2 | 2:1            | 1:0         | 3:0      | 3:1             | 1:0        |
| Español Barcelona | 1:2         | 1:2 | 5:0            | 1:2          | 3:0         | 2:1           | 0:1             | 1:1           | 1:0          |                   | 3:0 | 2:0            | 4:1         | 5:2      | 1:2             | 3:1        |
| FC Sevilla        | 0:2         | 4:2 | 1:1            | 0:1          | 1:3         | 1:1           | 3:1             | 1:2           | 0:2          | 2:0               |     | 1:2            | 3:2         | 2:0      | 4:0             | 0:0        |
| Real Santander    | 1:1         | 1:1 | 2:1            | 1:0          | 3:0         | 0:1           | 0:1             | 2:0           | 5:1          | 1:0               | 2:0 |                | 3:0         | 5:1      | 3:1             | 0:0        |
| Real Oviedo       | 0:0         | 0:0 | 3:0            | 1:0          | 2:2         | 2:1           | 2:0             | 3:1           | 1:0          | 2:3               | 2:2 | 2:1            |             | 4:0      | 2:0             | 0:0        |
| FC Elche          | 3:4         | 2:2 | 2:7            | 2:1          | 4:1         | 1:1           | 4:1             | 1:0           | 2:0          | 2:0               | 2:2 | 2:0            | 3:1         |          | 4:1             | 6:0        |
| Real Valladolid   | 3:1         | 0:2 | 1:2            | 1:0          | 2:2         | 5:1           | 1:2             | 0:0           | 2:0          | 2:0               | 0:4 | 2:0            | 3:0         | 2:1      |                 | 4:0        |
| FC Granada        | 2:3         | 0:3 | 2:3            | 1:1          | 2:2         | 1:2           | 2:0             | 2:0           | 4:0          | 1:2               | 0:2 | 5:1            | 1:1         | 1:1      | 0:1             |            |

### Relegation
|                | Gesamt |            | Hinspiel | Rückspiel |
| -------------- | ------ | ---------- | -------- | --------- |
| Real Oviedo    | 3:2    | Celta Vigo | 1:0      | 2:2       |
| Atlético Ceuta | 1:4    | FC Elche   | 1:0      | 0:4       |

## Nach der Saison
Internationale Wettbewerbe
- 1. – Real Madrid – Europapokal der Landesmeister
- 4. – CF Barcelona – Messepokal
- 5. – FC Valencia – Messepokal
- 10. – Español Barcelona – Messepokal
- Gewinner der Copa del Rey – Atlético Madrid – Europapokal der Pokalsieger

Absteiger in die Segunda División
- 15. – Real Valladolid
- 16. – FC Granada

Aufsteiger in die Primera División
- CA Osasuna
- CD Teneriffa

## Pichichi-Trophäe
Die Pichichi-Trophäe wird jährlich für den besten Torschützen der Spielzeit vergeben.
| Pl. | Nat.          | Spieler            | Verein         | Tore |
| --- | ------------- | ------------------ | -------------- | ---- |
| 1   | Ungarn 1957   | Ferenc Puskás      | Real Madrid    | 28   |
| 2   | Argentinien   | Alfredo Di Stéfano | Real Madrid    | 21   |
|     | Paraguay 1954 | Juan Ángel Romero  | FC Elche       | 21   |
| 4   | Spanien 1945  | Joaquín Murillo    | Real Saragossa | 20   |
| 5   | Spanien 1945  | Luis del Sol       | Real Madrid    | 17   |

## Die Meistermannschaft von Real Madrid
| 1.          | Real Madrid |
| Real Madrid | - Tor: José Vicente Train (29/-); Rogelio Domínguez (1/-) - Abwehr: Pedro Casado (26/-); Marquitos (19/-); Miche (9/-); Pachín (25/-); José Emilio Santamaría (27/1) - Mittelfeld: Canário (19/5); Antonio Ruiz Cervilla (10/1); Héctor Rial (2/-); Juan Santisteban (3/-); Luis del Sol (29/17); José María Vidal (28/-); José María Zárraga (3/-) - Sturm: Francisco Gento (28/9); Jesús Herrera (6/-); Enrique Mateos (2/-); Pepillo (5/4); Ferenc Puskás (28/28); Agne Simonsson (3/1); Alfredo Di Stéfano (23/21) - Trainer: Miguel Muñoz |